# 坂井和史
坂井和史（日语：／ Sakai Kazufumi，1947年10月2日—），日本前男子篮球运动员。他曾代表日本参加1972年夏季奥运会男子篮球比赛，获得第十四名。他也参加了1970年亚洲运动会，获得一枚铜牌。